# 警視庁警備部

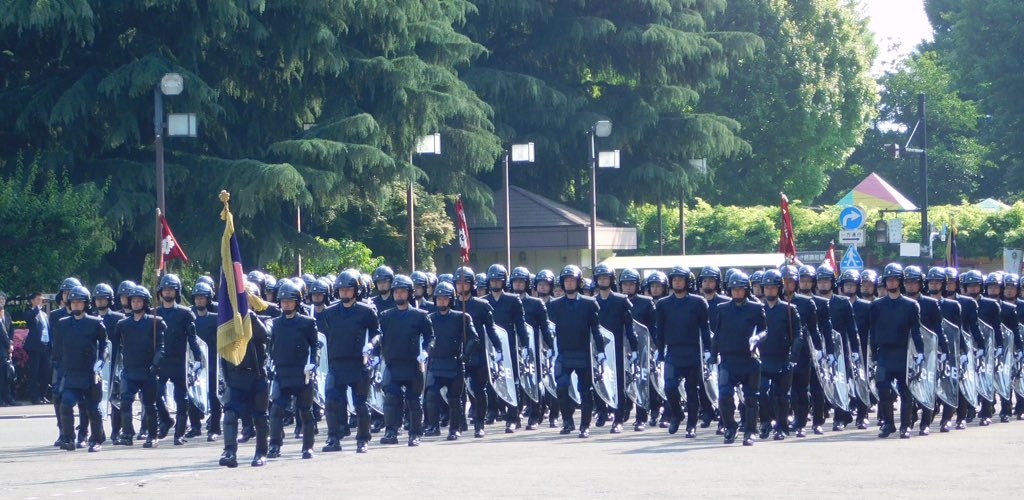
警視庁機動隊観閲式で行進する機動隊。

警視庁警備部（けいしちょうけいびぶ、英語: Security Bureau of the Metropolitan Police Department）は、警視庁の内部組織の一つ。警備警察のうち、集団警備力および災害対策を所掌する。

## 来歴
警視庁創設当初の警務部から分離独立するかたちで、1949年3月7日に設置された警備交通部が起源となる。その後、1952年4月15日には、警備交通部をもとに、地域警察・交通警察部門としての警邏交通部と、警備・公安警察部門としての警備第一・第二部に分離再編された。そして1957年3月30日、警備第一部が警備部、警備第二部が公安部と改称した。
2021年10月1日の組織改正で航空隊が地域部から移管された。

## 編制
- 警備第一課
  - 庶務：庶務係
  - 会計：会計係
  - 警備企画（警備基礎資料）: 警備企画係、警備管理第1・2係
  - 警備実施（警備計画）: 警備実施第1 - 3係
  - 先端技術（小型無人機対処等）：先端技術係、小型無人機係
  - 機動隊（機動隊の管理等）: 機動隊係
  - 警備情報（警備情報収集、分析）: 警備情報第1 - 3係
  - 警備連絡（警備資料作成）: 警備連絡係
  - 警備現場（警備現場記録等）: 警備現場第1・2係
  - 危機管理室：危機管理第1・2係
  - 特殊部隊（SAT）
  - 東京国際空港テロ対処部隊
- 警備第二課
  - 警備調査（警備対策）: 警備調査係、警備対策係
  - 警備訓練: 警備訓練第1・2係
  - 警備装備: 警備装備第1係、警備装備第2係、警備装備第3係（警備犬）
  - 爆発物対策: 爆発物対策係
- 災害対策課
  - 災害対策: 震災対策管理係
  - 地域防災：地域防災係、災害警備訓練係
  - 災害警備: 災害警備実施係、災害警備情報係
  - 特殊救助隊（SRT）
- 警護課: セキュリティポリス（SP）
  - 第一警護：警護管理係（庶務担当）、警護第1係（内閣総理大臣担当）
  - 第二警護：警護第2係（衆議院議長、同副議長、参議院議長、同副議長、最高裁判所長官及び国務大臣担当）
  - 第三警護：警護第3係（国賓、公賓及び外交使節団の長並びにこれに準ずる者担当）
  - 第四警護：警護第4係（政党要人等、指定対象者、その他担当）
  - 機動警護：機動警護係（警護訓練・指導、特命警護担当）
  - 総理大臣官邸警備隊
- 警衛課
  - 警衛管理：警衛管理係
  - 上皇警衛：上皇警衛係（上皇・上皇后担当）
  - 第一警衛：警衛第1係（天皇・皇后・皇子担当）
  - 第二警衛：警衛第2係（皇嗣・皇嗣妃・皇嗣の子担当）
  - 第三警衛：警衛第3係（内廷外皇族担当）
- 第一 - 第九機動隊
- 特科車両隊

### 機動隊

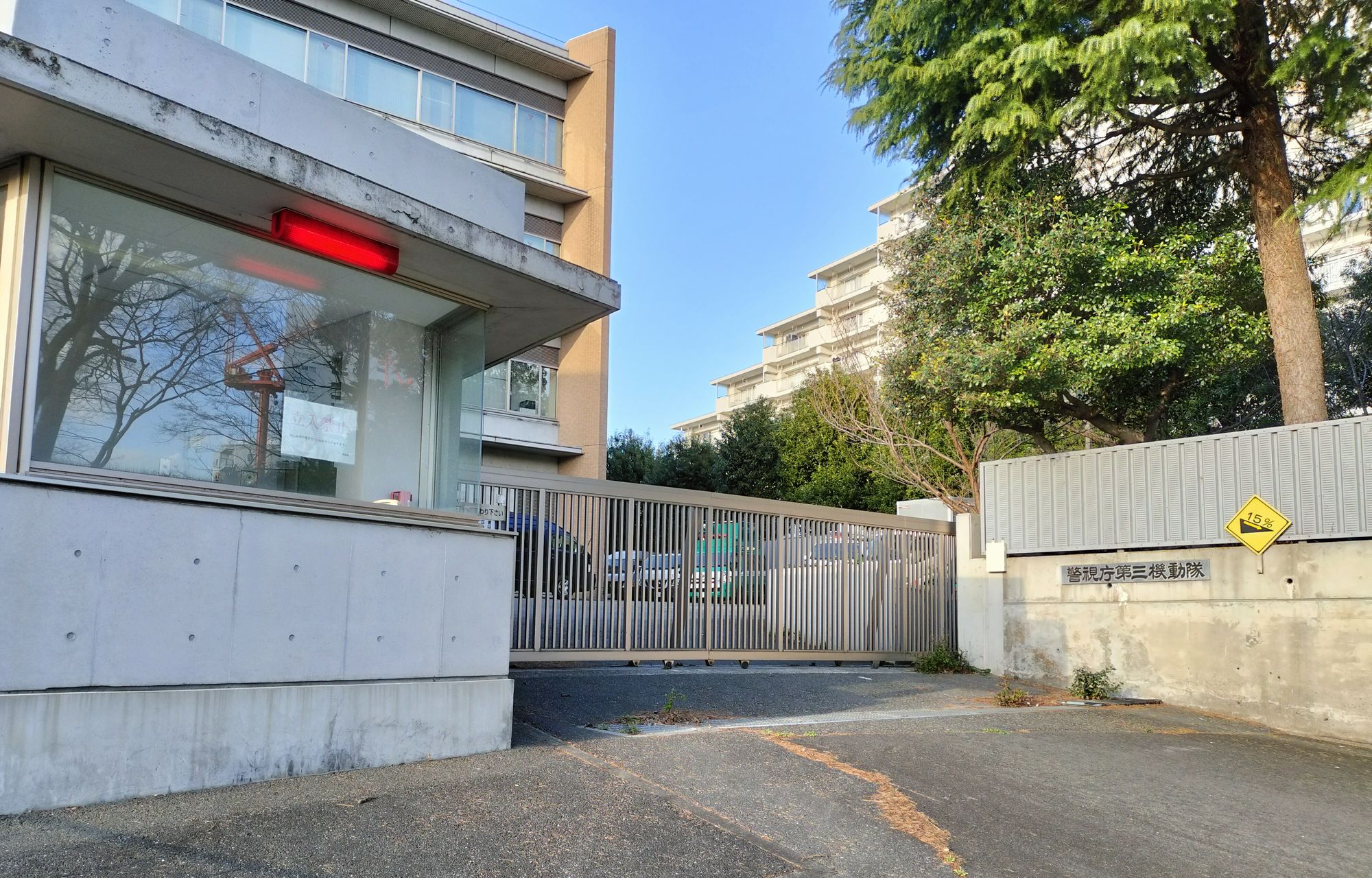
第三機動隊（目黒区大橋）

第一機動隊
警備交通部時代の中央区隊を前身としており、近衛歩兵連隊跡に所在し、当初は兵舎の一部をそのまま隊舎として使用していた。また警視庁本部庁舎内警備にもあたっていることもあって、「警視庁近衛連隊」あるいは「直参旗本」と通称される。
「警視庁機動隊」隊長ともなり得る第一機動隊長には経験豊富なベテラン警視正（本部の主要課長級相当）が就く（他のほとんどの隊長は署長経験者の警視）。
1956年、本隊内に特科車両中隊が設置され、1968年には特科車両隊と改称したが、1969年に分離独立して第八機動隊となった。
所在地：千代田区北の丸公園4番1号
第二機動隊
方面予備隊時代の第七方面予備隊を前身として、海抜ゼロメートル地帯が多くを占める江東地域に所在していることから、水害警備に動員される機会が多く、装備・訓練ともに充実していることから「河童の二機」と通称される。あさま山荘事件では、隊長が殉職、中隊長が重傷を負った。
1970年10月14日には「ボート・アクアラング小隊」が発足し、1972年8月31日には水難救助隊として増強改編された。
所在地：墨田区横川橋5-2→墨田区横川五丁目7番2号→江戸川区臨海町一丁目2番2号
第三機動隊
警備交通部時代の南部区隊を前身として、当初は旧陸軍輜重第一連隊跡地に所在していたため、特に春風が強い季節には、輜重連隊時代から練兵場に溜まった馬糞が大量の埃となって降り注いでいたことから、これを「誇り」とかけて、「ほこりの三機」と通称される。
輜重連隊以来の広い訓練場に恵まれたこともあって陸上競技に長けており、第三予備隊時代には陸上競技大会3連勝を達成して優勝パレードを敢行し、以後、対抗陸上競技大会は行われなくなった。また1963年3月に誕生した警視庁ラグビー部は本隊に設置されていた。
所在地：目黒区大橋二丁目17番16号
- 第三機動隊（目黒区大橋）

第四機動隊
警備交通部時代の西部区隊を前身とする。1952年の早稲田大学事件を端緒として多くの警備出動に参加したが、特に安保闘争での東大生圧死事件ではマスコミの指弾を受け、「泣く子も黙る四機」や「殺しの四機」と称されており、学生運動全盛期の頃は全共闘を始め過激派学生から恐れられていた。しかしその後も警備を着実に遂行したことが評価され、いつしか警察内部でも「鬼の四機」と称されるようになった。
陸上競技が盛んで、特に近代五種がお家芸だった。
所在地：新宿区市谷本村町42番→立川市緑町3567番地（第五・第八機動隊と同居していたが独立）
第五機動隊
方面予備隊時代の第五方面予備隊を前身としており、1963年に移駐するまでは文京区小石川に所在していたことから、周囲に大学が多く、また昇任試験の合格率も比較的高いことから、「学の五機」と通称された。
東大紛争では安田講堂正面を担当していた。日大紛争で殉職した西条警部も五機の所属である。
所在地：文京区小石川→新宿区市谷本村町42番→新宿区市谷本村町6番1号（第四・第八機動隊と同居していたが独立）
第六機動隊
70年安保闘争への対応策の一環として、1969年1月10日に新編された。特殊部隊（SAT）の前身部隊であるSAPもここに所属していた。臨港地帯からニックネームは「潮」もしくはシンボルマークから「若鹿」。
所在地：品川区西大井5-7-7→品川区勝島一丁目3番18号
第七機動隊
70年安保闘争への対応策の一環として、1969年1月10日に新編された。シンボルマークのライオンからニックネームは「若獅子」。
通常の機能別部隊のほか、水難救助部隊が編成されている。また創設直後より、第一中隊第三小隊はレンジャー小隊とされており、現在では、他の隊の銃器対策部隊のかわりに銃器レンジャーが、また機動救助隊を兼務する山岳救助部隊として山岳レンジャーが設置されている。
所在地：調布市小島町536→調布市上石原三丁目5番地→府中市朝日町三丁目16番地の8
第八機動隊
70年安保闘争への対応策の一環として、第一機動隊の特科車両隊を分離独立させて1969年1月10日に編成された。隠密行動に長ける事からニックネームは「忍び」もしくは隊番号の“八”から「蜂」。
上記の経緯より、当初は特科車両が中心の部隊だった。爆弾が投げ込まれた事がある（土田・日石・ピース缶爆弾事件）。
所在地：新宿区市谷本村町42番→新宿区若松町14番1号（第四・第五機動隊と同居していたが独立）
第九機動隊
70年安保闘争への対応策の一環として、1969年8月26日に新編された。当初は2個中隊編成だったが、1970年1月21日に4個中隊編成を完了した。ニックネームは「疾風」もしくはシンボルマークから「若鷲」。通常の機能別部隊のほか、水難救助部隊が編成されている。雑踏警備で名を馳せたDJポリスは九機の所属だった。
所在地：江東区新砂一丁目7番20号
特科車両隊
第一機動隊の特科車両隊が分離独立して第八機動隊となったのに伴い、その特科車両部門を更に分離独立させて、1969年7月1日に編成された。他の機動隊と同様に治安警備、災害警備、雑踏警備等諸般の警備警戒、各種犯罪の予防検挙にあたるほか、各種車両で他の機動隊の支援を行う。「警察の機甲部隊」ともいわれ、特型警備車や各種災害支援車両（広域レスキュー車）などを装備している。また隊舎内に技術開発センターを設置して資機材の開発にあたっているほか、隊員にも各種資格や技術を持ったものが多い。
ニックネームは「技術」もしくは「支援」。あさま山荘事件では、放水作戦を指揮していた中隊長が殉職している。
所在地：新宿区市谷本村町7番1号
また首相官邸無人機落下事件を受け、2015年12月10日の組織改正で、機動隊においてドローンを使用したテロに対処する部隊として無人航空機対処部隊が編成された。

#### 部隊編成
各機動隊は隊長（第一機動隊では警視正、他隊では警視）のもと、副隊長2名（うち1名は警視）と隊本部、中隊によって構成されており、おおむね管区機動隊の大隊に相当する。隊本部には、庶務担当として庶務係、会計係、教務係が、警備担当として警備係、通信係が、特務担当として特務係、騒音取締係、広報係、技術係、特殊技能係、操車係、整備係の各係が置かれている。隊本部付は警部、また各係の主任は警部補が補職される。
1969年の時点では、基幹中隊は4個を基本としており、また大規模警備の際には特別機動隊2個中隊を追加編入し、計6個中隊を2個大隊に編成して警備にあたっていた。その後、1991年7月より試験的に第5中隊が編成されたのち、1992年4月1日より、基幹中隊が4個から5個に正式に改編された。中隊長には警部が補職され、約70名の隊員で構成される。これらの中隊員は3個小隊に編成されており、これが各種任務での行動単位となることが多い。小隊長は警部補、小隊員は22～24名程度で、伝令・通信手のほか3個分隊に編成されている。分隊長は巡査部長、分隊員は6～7名程度で、更にその下に組長（巡査長または巡査）が配される。
2000年代初頭の時点で、統括隊である第一機動隊は336名、その他特科車両隊までの各隊は約320名体制となっている。

#### 特殊技能部隊と多角的運用部隊
警視庁機動隊のすべての小隊には、特殊技能部隊または多角的運用部隊としての機能が与えられている。
特殊技能部隊
銃器対策部隊
第六・八機動隊に設置されていた特殊警備部隊（他道府県警の特殊銃隊に相当）を前身とし、1996年に現在の部隊名に改称された。現在では全ての機動隊に編成されており、他の特殊技能部隊と同様に持ち回り式で当番隊を決めて初動対応にあたっていたが、更に即応性を向上させるため、2015年4月には、各隊から選抜した要員による緊急時初動対応部隊（ERT）が発足した。
なお上記の通り、第七機動隊の銃器対策部隊はレンジャーを兼ねており、銃器レンジャーと称される。また2020年東京オリンピックを控えた2019年5月14日には、海洋対テロ作戦に対応するため、第六機動隊の銃器対策部隊の一部が臨海部初動対応部隊（WRT）として改編された。
爆発物処理・化学防護部隊
CBRNE対策部隊。1971年8月に第一機動隊・特科車両隊に爆発物処理班（S班）を設置したのち、1975年4月には10個隊全てに発足させた。
また警視庁では、1994年6月の松本サリン事件後、まず都の予算でガスマスク64個や防護衣などを購入して、1995年3月の地下鉄サリン事件発生2日前に納品を受けており、事件を受けて、警備第2課装備係の調達担当者がそのままこれを着用して処理にあたった。
これらのオウム真理教事件の教訓を受けて爆発物処理班も化学物質の対処能力を高め、2013年に現名称に改称された。
機動救助隊・水難救助隊
警視庁では、人の生命・身体等に危険が及ぶ災害・事故に対して、特殊な装備を使用して要救助者を迅速・的確に救助するため、1972年8月30日、「機動救助隊等の編成および運用要綱の制定について」を制定し、各機動隊および特科車両隊に機動救助隊を、また第二・七機動隊に水難救助隊を編成し、それぞれ「レスキュー110」として発足した。
機動救助隊は機動救助車などの資機材を備えており、グリーン基調の車両に黒豹がトレードマークとなっている。
水難救助隊は第二機動隊の「ボート・アクアラング小隊」を前身としており、水難救助隊としての改編にあわせて第七機動隊、また1982年には第九機動隊にも設置された。なお1979年からは、警察庁の主催で「潜水技術訓練」が開始されており、当初は海上自衛隊呉基地で行われていたが、1981年以降は海洋科学技術センター（現在の海洋研究開発機構）となった。
多角的運用部隊
2001年より開始された制度で、機動隊としての各種警戒警備に加えて、警察署等に分遣されて、防犯や犯罪捜査、交通指導取締りなど多様な任務に従事する。
自動二輪部隊
白バイ隊。交通の指導取り締まりにあたる。もともと、1987年8月12日に自動二輪車部隊（Motorcycle Area Patrol, MAP）として第九機動隊で発足していた。
遊撃捜査二輪部隊
通称「黒バイ隊」。ひったくり事件などの追跡や捜査にあたる。
遊撃捜査部隊
覆面パトカー隊。路上強盗など重要事件の捜査にあたる。
遊撃警ら部隊
街頭警邏による警戒や警備、交通取り締まりにあたる。

#### 無人航空機対処部隊
首相官邸無人機落下事件を契機として、2015年12月には、機動隊各隊から選抜した要員による無人航空機対処部隊（IDT）が編成された。IDTは新たな脅威であるドローンによるテロ攻撃への対策の必要性を受けて発足し、迎撃用ドローンを使用して不審なドローンを無力化することを任務とする。迎撃用ドローンは、遠隔操作型ドローンに大きな網を付けて不審なドローンを絡め捕る対処方法として採用された。なおIDTには迎撃用ドローンの他にも、電波妨害を行うジャミング装置やネット発射装置が配備されている。
その後、2024年4月には、機動隊から独立して鳥瞰的に現場を確認する専門チームとして、小型無人機係が発足している。

### 災害対策課
震災時の警備や災害対策を所掌する。元々は専属の実働部隊は持たず、必要に応じて機動救助隊など機動隊に所属する救助部隊の統括運用を行っていたが、東日本大震災を契機として、2012年9月に特殊救助隊が編成された。また2013年1月には公式Twitterを開設し、防災に関するアイデアなどを発信することで人気を博した。

#### 特殊救助隊

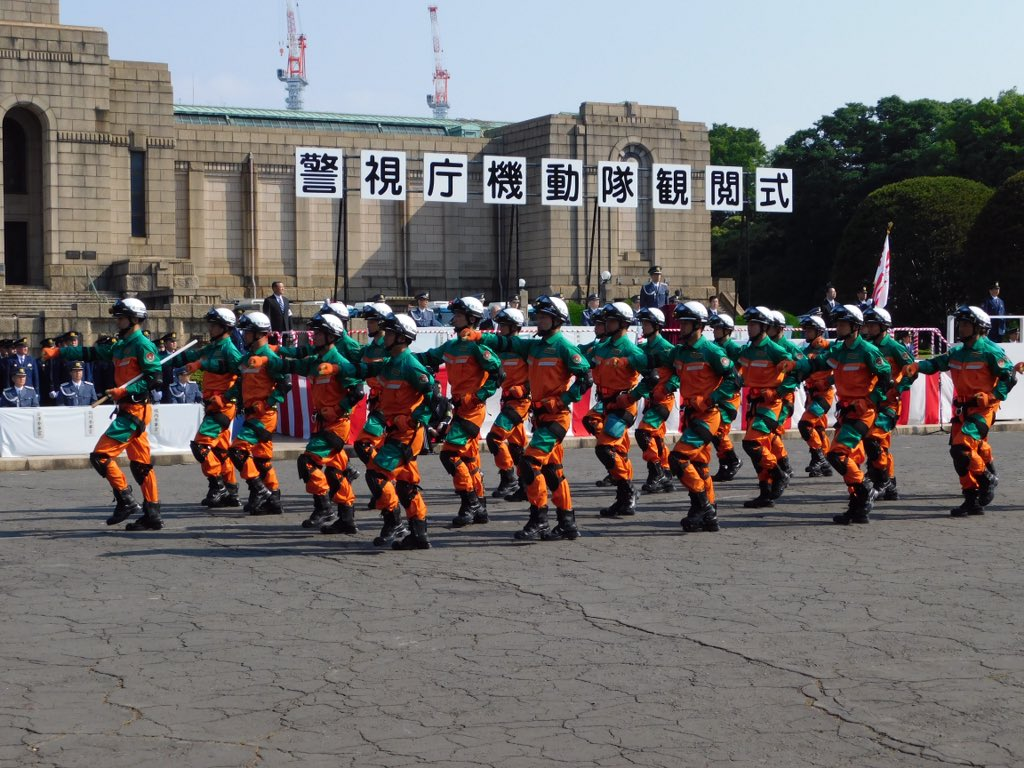
特殊救助隊（SRT）

上記の通り東日本大震災を契機として、日本の警察で初めての災害専門の部隊として2012年9月に設置されたのが特殊救助隊（Special Rescue Team, SRT）である。機動救助隊よりも更に高度な救出救助の技術を持った専門部隊であり、東京消防庁などのハイパーレスキューの警察版とも称される。
災害時に地上の交通が麻痺することを想定し、警視庁航空隊と連携して展開できるよう、東京都立川市緑町の警視庁多摩総合庁舎（立川広域防災基地内）を活動拠点としており、3交替制で即応体制を維持している。都内に限らず、広域緊急援助隊として日本各地、また国際警察緊急援助隊として海外にも派遣される。普段は訓練を行いつつ、機動救助隊や、大規模災害時に機動隊OBを中心に各警察署職員により編成される災害活動隊（通常業務も兼務）の技術指導に当たり、警視庁全体の救助技術の向上を図る役割も担う。また救出救助技能指導者実務研修として、他の道府県警察からの研修も受け入れている。
隊員の制服には、「素早さ」「しなやかさ」を象徴する黒豹のワッペンが付されている。装備としては、レスキュー車のほか、各種重機、生存者探知センサー、心電図を表示する機器などがあるほか、隊員のヘルメットには小型カメラが装備されており、警視庁本部や遠隔地へ救助の様子をリアルタイムで送信できる。

## 歴代部長
| 代 | 氏名       | 在任                                                    | 前職                                                      | 後職 |
| -- | ---------- | ------------------------------------------------------- | --------------------------------------------------------- | --- |
| 1  | 藤本好雄   | 1957年（昭和32年） - 1958年（昭和33年）4月1日           | 警視庁警備第一部長                                        | 警察庁警備局参事官                                                                                                |
| 2  | 玉村四一   | 1958年（昭和33年）4月1日 - 1960年（昭和35年）7月13日    | 岡山県警察本部長                                          | 警察庁警務局監察官兼警備局参事官                                                                                  |
| 3  | 高橋幹夫   | 1960年（昭和35年）7月13日 - 1963年（昭和38年）8月2日    | 警察庁警務局監察官                                        | 警察庁交通局長 |
| 4  | 土田国保   | 1963年（昭和38年）8月2日 - 1966年（昭和41年）3月25日    | 警察庁警備局外事課長                                      | 警察庁長官官房会計課長                                                                                            |
| 5  | 畠中達夫   | 1966年（昭和41年）3月25日 - 1967年（昭和42年）7月21日   | 警視庁交通部長                                            | 千葉県警察本部長                                                                                                  |
| 6  | 後藤信義   | 1967年（昭和42年）7月21日 - 1968年（昭和43年）          | 警察庁警備局公安第一課長                                  | 警察庁刑事局参事官、警備局参事官                                                                                  |
| 7  | 下稲葉耕吉 | 1968年（昭和43年） - 1971年（昭和46年）1月22日          | 内閣総理大臣秘書官                                        | 警察庁刑事局捜査第一課長                                                                                          |
| 8  | 赤木泰二   | 1971年（昭和46年）1月22日 - 1974年（昭和49年）          | 警察庁警備局警備課長                                      | 警察庁警備局参事官                                                                                                |
| 9  | 村上健     | 1974年（昭和49年） - 1977年（昭和52年）2月18日          | 山形県警察本部長                                          | 警視庁刑事部長 |
| 10 | 金原忍     | 1977年（昭和52年）2月18日 - 1978年（昭和53年）8月4日    | 警察庁長官官房審議官                                      | 千葉県警察本部長                                                                                                  |
| 11 | 椿原正博   | 1978年（昭和53年）8月4日 - 1979年（昭和54年）11月17日   | 福井県警察本部長                                          | 警察庁警務局人事課長                                                                                              |
| 12 | 三島健二郎 | 1979年（昭和54年）11月17日 - 1981年（昭和56年）11月20日 | 警察庁警備局公安第一課長                                  | 警察庁警備局審議官                                                                                                |
| 13 | 依田智治   | 1981年（昭和56年）11月20日 - 1982年（昭和57年）11月27日 | 奈良県警察本部長                                          | 内閣総理大臣秘書官                                                                                                |
| 14 | 安藤忠夫   | 1982年（昭和57年）11月27日 - 1984年（昭和59年）9月20日  | 内閣総理大臣秘書官                                        | 警察庁交通局交通企画課長                                                                                          |
| 15 | 岡村健     | 1984年（昭和59年）9月20日 - 1986年（昭和61年）8月18日   | 警察庁警務局付                                            | 警察庁長官官房審議官（警備局担当）                                                                                |
| 16 | 浅野信二郎 | 1986年（昭和61年）8月18日 - 1988年（昭和63年）2月5日    | 警視庁交通部長                                            | 警察庁長官官房審議官（交通局担当）                                                                                |
| 17 | 井上幸彦   | 1988年（昭和63年）2月5日 - 1989年（平成元年）6月30日    | 警察庁警務局付                                            | 千葉県警察本部長                                                                                                  |
| 18 | 菅沼清高   | 1989年（平成元年）6月30日 - 1991年（平成3年）1月11日    | 警察庁警備局公安第一課長                                  | 千葉県警察本部長                                                                                                  |
| 19 | 伊達興治   | 1991年（平成3年）1月11日 - 1992年（平成4年）9月18日     | 警察庁警備局公安第三課長                                  | 千葉県警察本部長                                                                                                  |
| 20 | 金重凱之   | 1992年（平成4年）9月18日 - 1993年（平成5年）8月5日      | 警察庁警務局付                                            | 内閣総理大臣秘書官                                                                                                |
| 21 | 西山正樹   | 1993年（平成5年）8月5日 - 1995年（平成7年）2月1日       | 警察庁警備局警備課長                                      | 茨城県警察本部長                                                                                                  |
| 22 | 中田好昭   | 1995年（平成7年）2月1日 - 1996年（平成8年）8月27日      | 警視庁地域部長                                            | 兵庫県警察本部長                                                                                                  |
| 23 | 坂東自朗   | 1996年（平成8年）8月27日 - 1998年（平成10年）1月9日     | 警察庁長官官房付                                          | 警視庁総務部長 |
| 24 | 伊藤哲朗   | 1998年（平成10年）1月9日 - 2000年（平成12年）1月11日    | 警察庁長官官房首席監察官                                  | 千葉県警察本部長                                                                                                  |
| 25 | 近石康宏   | 2000年（平成12年）1月11日 - 2001年（平成13年）4月6日    | 警察庁警備局警備企画課長                                  | 愛知県警察本部長                                                                                                  |
| 26 | 和田康敬   | 2001年（平成13年）4月6日 - 2002年（平成14年）8月23日    | 大阪府警察本部総務部長                                    | 愛知県警察本部長                                                                                                  |
| 27 | 池田克彦   | 2002年（平成14年）8月23日 - 2004年（平成16年）4月1日    | 警察庁長官官房総務課長                                    | 埼玉県警察本部長                                                                                                  |
| 28 | 石田倫敏   | 2004年（平成16年）4月1日 - 2006年（平成18年）4月5日     | 警察庁警備局警備課長                                      | 山口県警察本部長                                                                                                  |
| 29 | 西村泰彦   | 2006年（平成18年）4月5日 - 2008年（平成20年）8月7日     | 警察庁長官官房会計課長                                    | 警察大学校副校長 兼警察庁長官官房審議官（刑事局・取調べ適正化担当）                                               |
| 30 | 高橋清孝   | 2008年（平成20年）8月7日 - 2009年（平成21年）9月7日     | 北海道警察本部長                                          | 内閣官房副長官補付内閣審議官 ＝危機管理審議官 兼情報セキュリティセンター副センター長                              |
| 31 | 久我英一   | 2009年（平成21年）9月7日 - 2011年（平成23年）2月7日     | 東京都青少年・治安対策本部長                              | 神奈川県警察本部長                                                                                                |
| 32 | 黒木慶英   | 2011年（平成23年）2月8日 - 2012年（平成24年）3月30日    | 沖縄県警察本部長                                          | 原子力安全規制組織等改革準備室副室長                                                                              |
| 33 | 藤山雄治   | 2012年（平成24年）3月30日 - 2013年（平成25年）8月22日   | 警察庁長官官房会計課長                                    | 内閣官房副長官補付内閣審議官＝危機管理審議官 兼情報セキュリティセンター副センター長                               |
| 34 | 平井興宣   | 2013年（平成25年）8月22日 - 2014年（平成26年）9月10日   | 福島県警察本部長                                          | 原子力規制庁放射線防護対策部長・内閣官房副長官補付内閣審議官 ＝原子力防災会議事務局・内閣府原子力災害対策担当室長 |
| 35 | 斉藤実     | 2014年（平成26年）9月10日 - 2015年（平成27年）8月7日    | 警察庁長官官房総務課長                                    | 警察庁長官官房審議官=警備局・2020年東京オリンピック・パラリンピック競技大会担当                                   |
| 36 | 緒方禎己   | 2015年（平成27年）8月7日 - 2017年（平成29年）8月4日     | 警察庁長官官房人事課長                                    | 京都府警察本部長                                                                                                  |
| 37 | 下田隆文   | 2017年（平成29年）8月4日 - 2019年（平成31年）1月15日    | 警察庁警備局警備企画課長                                  | 警察庁長官官房審議官=警備局担当                                                                                   |
| 38 | 小島裕史   | 2019年（平成31年）1月15日 - 2020年（令和2年）8月24日    | 警察庁長官官房審議官=警備局担当                           | 北海道警察本部長                                                                                                  |
| 39 | 森元良幸   | 2020年（令和2年）8月24日 - 2021年（令和3年）9月16日     | 警察庁長官官房審議官=東京オリンピック・パラリンピック担当 | 警察庁長官官房審議官=警備局担当                                                                                   |
| 40 | 岩下剛     | 2021年（令和3年）9月16日 - 2022年（令和4年）10月6日     | 警察庁長官官房付                                          | 警察大学校特別捜査幹部研修所長                                                                                    |
| 41 | 千代延晃平 | 2022年（令和4年）10月6日 -2024年(令和6年)1月25日        | 群馬県警察本部長→警察庁長官官房付                         | 警察庁長官官房審議官=警備局・調整担当                                                                             |
| 42 | 聖成竜太   | 2024年(令和6年)1月26日 -2025年(令和7年)8月8日           | 警察庁警備局警備企画課長                                  | 公安調査庁調査第一部長                                                                                            |
| 43 | 早川剛史   | 2025年(令和7年)8月8日 -                                 | 警察庁長官官房総務課長                                    | |